# Brook (Kalkhorst)
Brook ist ein Ortsteil der Gemeinde Kalkhorst im Landkreis Nordwestmecklenburg in Mecklenburg-Vorpommern.

## Geografie und Verkehrsanbindung
Brook liegt nördlich des Kernortes Kalkhorst an der Kreisstraße K 12. Die Entfernung zur Ostsee beträgt in nördlicher Richtung etwa 800 m. Westlich vom Ort erstreckt sich das 51 ha große Naturschutzgebiet Brooker Wald.

## Sehenswürdigkeiten
In der Liste der Baudenkmale in Kalkhorst ist für Brook ein Baudenkmal aufgeführt:
- Gutsanlage mit Stall, Stellmacherei, Parkresten und zwei Lindenrondells